# Amurkobrakalla
Amurkobrakalla (Arisaema amurense) är en kallaväxtart som beskrevs av Carl Maximowicz. Amurkobrakalla ingår i släktet Arisaema och familjen kallaväxter. Inga underarter finns listade.
Amurkobrakalla förekommer vild i Ostasien och är likt andra arter i släktet kobrakalla i allmänhet ganska svårodlad, men är den i Sverige oftast odlade arten. Plantorna är enkönade men kan byta kön från år till år alltefter ålder och förutsättningar på växtplatsen.

## Förekomst i Sverige
Det första belägget för att arten förvildats i Sverige samlades i Västergötland invid en stig i lövskogen i Hisingsparken i Tuve. Enligt rapporter i Artportalen har exemplar återfunnits åtskilliga gånger på platsen mellan 2018 och 2021 och bedöms därför ha etablerats sig där.